# Famille Pirate
Famille Pirate est une série télévisée d'animation franco-canado-allemande en quarante épisodes de 26 minutes, créée par Stéphane Bernasconi, Béatrice Marthouret, Yves Coulon et Fabrice Parme, et diffusée entre le 4 septembre 1999 et le 13 octobre 2004 sur France 3, et au Québec à partir du 11 septembre 1999 à la Télévision de Radio-Canada.

## Synopsis
Sur l'île de la Tortue, la famille MacBernik est une famille de « pirates moyens » : le contexte d'une vie de famille moyenne pirate (bateau-abordage-dodo) sert de toile de fond à toutes sortes de situations cocasses. Victor, le père, n'est pas un très bon pirate. Il est envieux de son voisin Irvin Lerequin, lui-même pirate, qui a « réussi » dans la vie, et déteste sa belle-mère Mamie la Poudre.
Malgré beaucoup de mesquineries et d'anachronismes, les MacBernik restent soudés. Les enfants (Scampi et Bigorneau) vont à l'école pour devenir pirates pendant que Lucile, la femme de Victor, est à la maison. L'équipage de Victor, le docteur Spratt, la Sardine et Mâchicoulis, mettent souvent en doute l'autorité de leur capitaine, qui lui doit user de menaces pour s'assurer de leur obéissance.

## Production
La série est créée par Stéphane Bernasconi, Béatrice Marthouret, Yves Coulon et Fabrice Parme, et produite en 1998. En France, elle est diffusée à partir du 4 septembre 1999 sur France 3 dans l'émission Les Minikeums pour la saison 1 (1999) et dans l'émission France Truc pour la saison 2 (2004), puis rediffusée entre 2006 et 2015 sur Gulli, puis sur Canal J, elle est rediffusée sur France 4 entre le 6 juillet 2015 et 2017. Au Québec, elle a été diffusée à la Télévision de Radio-Canada.
En 2012, la série est adaptée en bande dessinée sous le titre Famille Pirate et publiée dans le journal Spirou. Le deuxième tome, intitulé L'Imposteur, est publié le 9 mai 2014 aux éditions Dargaud. Le scénario est d’Aude Picault et de Fabrice Parme. Les dessins sont de Fabrice Parme.
En 2015, la série est accessible sur l'application mobile Badabim et sur YouTube.
En 2019, la série a fait l'objet d'une analyse juridique dans la Revue Générale du Droit 

## Distribution des voix
- Patrick Préjean : Victor MacBernik
- Laurence Crouzet : Lucile MacBernik
- Laura Préjean : Scampi MacBernik
- Arthur Pestel puis Gwenaël Sommier : Bigorneau MacBernik
- Serge Thiriet : la Sardine
- Patrice Melennec : Docteur Spratt
- Christian Pélissier : Mâchicoulis
- Denise Roland : Mamie la Poudre
- Jacques Chaussepied : Irvin Lerequin
- Marie Gamory : Pénélope Lerequin
- Adeline Chetail puis Magali Rosenzweig : Rose-Marie Lerequin / Marie-Rose Lerequin
- Pascal Grull : Hercule Lerequin
- Évelyne Bork : Gertrude L'Anchois
- Olivier Hémon : le juge
- Yves Hirschfeld : policiers
- Edwige Lemoine ? : Lady Lou
- Éric Le Roch : un sbire de Poulpe Puant (saison 1), voix secondaires
- Antoine Tomé : le moniteur (épisode 2 saison 1 : "Le Permis"), un collecteur de dettes impitoyable (épisode 3 saison 1 : "La Dette d'Irvin") , voix secondaires

 Source et légende : version française (VF) sur RS Doublage

## Épisodes

### Première saison (1999)
1. Le Baiser de Scampi
2. Le Permis
3. La Dette d'Irvin
4. De profundis
5. Le Trésor des MacBernik
6. Les Vaches maigres
7. La Tache noire
8. Le Crime paie
9. Hercule et Scampi
10. Le Cas MacBernik
11. Salade d'avocats
12. Le Juge MacBernik
13. Vacances pirates
14. Le Cœur tatoué
15. Le Rapt de Pénélope
16. La Déprime de Bigorneau
17. La Grosse sirène
18. Le Petit bout de la lorgnette
19. Pirate au foyer
20. Cauchemar et Perroquet
21. Le Coup du lapin
22. Une Bouteille à la mer
23. Le Jules de Mamie
24. La Quarantaine
25. La Mutinerie
26. Le Départ

### Deuxième saison (2004)
1. La Princesse pirate
2. Miracle à la Tortue
3. Le Noël des pirates
4. Bébé à bord
5. Coup de jeune
6. L'Héritage de la Sardine
7. Le Flaireur d'or
8. Le Vol de l'Os à moelle
9. La Vie d'artiste
10. L'Attaque du facteur postal
11. Le Magot
12. Chère moitié
13. Compression
14. L'Alchimiste

## Personnages

### Famille MacBernik
- Victor MacBernik : fameux pirate nerveux qui ne réussit jamais à rapporter de butins à sa famille. Son bateau s'appelle « L'Os à Moelle ». Victor est (sûrement comme les autres pirates, en général) très cupide et plus ou moins avare. Ses actions sont souvent motivées par l'appât du gain. Il va toujours chercher, dans pratiquement n'importe quel contexte, à trouver le moyen de s'enrichir, ce qui le pousse parfois à commettre des actes illégaux ou pas très moraux. Victor affirme avoir caché, dans sa jeunesse, un fabuleux butin sur une île perdue dont il ne se souvient plus de l'emplacement. Victor est cependant quelqu'un de sensible et très attaché à sa famille et ne voudrait pas perdre leur affection ou qu'il leur arrive malheur. Et c'est souvent cela qui le ramène dans le droit chemin. Outre sa maladresse, Victor ne semble pas très doué pour l'orthographe et il ne sait pas non plus nager.
- Lucile MacBernik (née « Lerécif ») : l'épouse de ce dernier, elle est souvent directive vis-à-vis de Victor. Elle est plus intelligente que son mari mais parfois un peu trop idéaliste. Elle a du mal à se comporter durablement comme pirate avide, impitoyable et qui ne se soucie que de soi comme on le voit dans l'épisode Pirate au foyer. Dans l'épisode Les vaches maigres, elle gagnera de l'argent en faisant un concours de bras de fer sous le surnom de « Lulu la Cagoule ».
- Scampi MacBernik : fille de Victor et Lucile. Adolescente de quinze ans, elle se passionne pour le chanteur Kid Creole. Elle déteste Hercule Lerequin. Elle a un comportement typique d'une adolescente de son âge : passionnée et intéressée par les hommes séduisants, la beauté et tout ce qui touche au romantisme. Néanmoins, elle reste pirate dans le fond puisqu'elle n'aime pas être qualifiée dans l'épisode Le Baiser de Scampi, de « charmante ». Et les Delabranche, dans l'épisode : Vacances pirates reconnaissent « qu'elle a du sang pirate dans les veines ». Elle est en effet la première à véritablement craquer devant ces rupins éternellement insatisfaits.
- Bigorneau MacBernik : âgé de six ans, fils de Victor et Lucile, il est intrépide et suit son père dans toutes ses aventures. Il a la vocation d'être pirate. Il admire son père lorsque ce dernier se comporte en pirate violent digne de ce nom bien qu'il arrive à Victor de décevoir son fils. Il est très attaché à Sakamain, notamment dans Le Coup du Lapin et Le Flaireur d'or. Ses ennemies jurées sont les jumelles Lerequin. Bigorneau adore lire le magazine « Super Pirate » mais ne supporte pas que son père le lise en premier, car il fait tous les jeux de celui-ci.
- Sakamain : crocodile, c'est l'animal de compagnie de la famille MacBernik et son rôle est chien de garde ; il se comporte d'ailleurs comme un chien. Il couine très souvent comme un jouet pour chien.
- Krill : poule, c'est le second animal de compagnie de la famille MacBernik ; Victor se confie souvent à elle.
- Mamie la Poudre : mère de Lucile MacBernik, elle déteste Victor et c'est réciproque. Les deux saisissent toujours l'occasion de se disputer et il semble que même la mort ne puisse pas les réconcilier : dans l'épisode De profundis, elle fait semblant d'être mourante mais il peut toujours y avoir des tensions entre elle et Victor (réjoui et impatient à l'idée que sa belle-mère « passe le sabre à gauche », allant même jusqu'à lui réserver un cercueil). Néanmoins, Victor reconnaît dans ce même épisode qu'elle se bat bien et elle aussi. Et Victor n'hésite pas à lui chiper son diamant après l'avoir surprise en train de le cacher (Mais il sera obligé de le lui rendre. Il se justifie en disant : « On a beau être un gendre idéal, on n'en est pas moins pirate. »). Par contre, Mamie est adorée par ses petits-enfants. Chaque visite de la belle-mère est pour Victor une corvée dont il se passerait bien. Dans l'épisode Le Coup du lapin, on apprend qu'elle est trafiquante de lapins, et dans l'épisode Le cœur tatoué, qu'elle a été amoureuse de Tatoo Joe, le tatoueur de l'île de la Tortue.
- Pacôme Lerécif : père de Lucile, mort pendant un abordage.
- Père de Victor : valet de chambre du roi, selon Victor, mais c'est sûrement un mensonge. Dans La Déprime de Bigorneau, Victor affirme qu'il était pirate.
- Mère de Victor : femme de chantier et vendeuse d'huîtres par correspondance, selon Victor, mais c'est sûrement un mensonge.

### Famille Lerequin
- Irvin Lerequin : voisin des MacBernik. Fortuné, il se moque toujours de Victor en rentrant de mer. Sa maison et son bateau, appelé « L'Écumoir », sont guindés, et lui-même a plus une allure de noble que de pirate. Néanmoins, lui et Victor ne se haïssent pas à mort ; ils passent surtout leur temps à s'échanger des insultes et moqueries voire à se jouer des tours pendables. Cependant, ils sont d'accord sur un point : pas question que Scampi et Hercule soient ensemble !
- Pénélope Lerequin  : épouse d'Irvin, bien plus sympathique, elle a un accent de snob et voit les MacBernik comme de gentils mais misérables clochards. Elle et Lucile sont amies. Lors de plusieurs épisodes, elle semble démontrer une attirance (amicale) envers Victor. Dans l'épisode Le Rapt de Pénélope Victor la kidnappe, peu de temps avant son anniversaire de mariage avec Irvin, afin de demander une rançon à ce dernier, mais Pénélope en proie au Syndrome de Stockholm, tombe amoureuse son ravisseur (par conséquent de Victor) et manque même de l'embrasser.
- Hercule Lerequin : fils aîné d'Irvin et Pénélope. Surnommé « Cucule » par sa mère, il n'est pas très beau, a de l'acné, et est follement amoureux de Scampi, qui, elle, ne l'aime pas.
- Rose-Marie Lerequin et Marie-Rose Lerequin : filles jumelles d'Irvin et Pénélope, elles détestent Bigorneau qui le leur rend bien. Elles sont identiques à l'exception de leur palette de couleur, une est en rose et une en bleue. On ignore qui est Marie-Rose et qui est Rose-Marie. Dans certains épisodes, on peut voir les couleurs s'inverser : la rouge devient bleue ou vice-versa.

- Froufrou ou Chouchou : iguane femelle, c'est l'animal de compagnie de la famille Lerequin ; elle est souvent poursuivi par Sakamain. Ce dernier et elle auront des petits au cours d'un épisode, au grand désespoir de leurs maîtres.

### Équipage deL'Os à moelle
- Le docteur Spratt : médecin, il possède un crochet à multifonctions à la place de la main droite, et a une voix criarde qui porte. Il est petit, très poilu (tellement poilu qu'il ressemble presque au cousin Machin de La Famille Addams, ou au capitaine Caverne), roux et porte toujours des lunettes. Victor ne lui fait aucunement confiance, car ses méthodes médicales sont douteuses, voire dangereuses. Il déteste la concurrence dans son métier, et est un expert quand il s'agit de tricher aux jeux.
- La Sardine : crasseux, il habite dans une cabane à son image et traîne sur sa tête des mouches qu'il aime particulièrement. C'est un bras cassé au comportement mou. Dans l'épisode : La grosse sirène, il tombera amoureux d'une sirène prénommée « Marinella ». On apprendra finalement plus tard dans l'épisode : Bébé a bord, qu'elle a eu un bébé sirène de ce dernier.
- Mâchicoulis : un gros balourd de 35 ans ; il vit chez sa mère qui le considère comme un bébé. Il a d'ailleurs un comportement de nourrisson. Il bégaye et postillonne quand il parle et est très sensible. Mâchicoulis est le plus bête des membres de l'équipage. Dans l'un des épisodes on apprend qu'il a une jambe de bois à cause d'un accident d'abordage sur le gallion de Lerequin.

### Personnages de la ville
- L'équipage des Lerequin : Ils sont 4, tous avec un numéro sur leurs bras et leurs t-shirt. les Numéros sont 0, 1, 2, 3 en chiffres romains. Ils sont grands et musclés, à l’exception de numéro 0 qui est plus petit.
- Lady Lou : propriétaire de la taverne. Sa phrase fétiche est : « C'est la dernière bagarre. Après, je ferme. » Victor discute souvent avec elle quand il est à la taverne.
- Bolaf le Hideux : gros colosse. C'est l'assistant du garagiste de la ville. Gare à celui qui a le malheur de finir sous ses poings. Bolaf est parfois employé par d'autres personnes comme agent de sécurité.
- Marvin Chester : né Tchang Tchong Tchu, renommé Victor MacBernik à son arrivée sur l'Île de la Tortue, puis change de nouveau de nom pour Marvin Chester. Asiatique, vendeur de boulets de canon. Lors de son arrivée sur l'île, il a dû renoncer à son nom d'origine, Tchang Tchong Tchu, qui signifiait « Petit pétale de rose » et ne correspondait pas vraiment à l'esprit pirate. Il entend Mâchicoulis tenter de faire changer son nom en Victor MacBernik et décide d'adopter cette nouvelle identité. Néanmoins, il découvre vite que s'appeler « Victor MacBernik » n'a pas que des avantages : il se fait envoyer temporairement en prison pour les dettes du vrai Victor et sa petite amie, une fonctionnaire qui doit s'occuper des impayés et amendes du vrai Victor et le déteste, le quitte car elle ne peut supporter de vivre avec quelqu'un ayant le nom de « Victor MacBernik ». L'Asiatique considère Victor comme responsable de sa rupture et s'apprête à le tuer mais Lucile parvient à le convaincre de les laisser l'aider à se réconcilier avec sa petite amie, après avoir persuadé l'Administration de lui donner le nom de « Marvin Chester ». Victor reçoit ensuite un billet gagnant de loterie à son nom, alors qu'il n'a pas joué. Le vrai gagnant était Marvin lorsqu'il portait encore le nom de « Victor »[9].
- Poulpe Puant : 90 kg pour 1 mètre 95, il est souvent recherché pour vol. La plupart du temps en conflit avec Mamie la Poudre, notamment dans les épisodes De profundis et La tâche noire, il arrive parfois qu'ils soient d'accord, surtout en montant un trafic de lapin dans l'épisode "Le coup du lapin".
- Madame Tarama : Voyante de l'île, Victor va souvent la voir quand il a un problème, mais c'est une charlatan.
- Le Rabanagaga : Gourou d'une secte. Maître de Madame Tarama.
- Mario : ex-petit ami de Mamie la Poudre, c'est un escroc.
- Mlle Gertrude Lanchois : institutrice de l'école pirate où vont Scampi, Bigorneau, Hercule, Marie-Rose et Rose-Marie.
- Marinella : Sirène en surpoids vivant dans l'océan, elle sauvera Victor de la noyade dans l'épisode La Grosse sirène. Voulant être délivrée d'un sort qui l'a changée en sirène, elle essaye de séduire Victor mais tombe sous le charme de la Sardine qui l'embrasse et la transforme en poisson. On la revoit dans l'épisode Bébé a bord où elle est redevenue sirène et qu'elle a une fille de la Sardine.
- Kid Creole : star de la chanson et idole de Scampi.
- Max Turtle : Pirate fondateur de l'Île de la Tortue et personnage historique le plus emblématique de cette dernière. Dans l'épisode Le Crime paie, Victor vole son trésor dans sa statue et depuis son fantôme hante ce dernier pour qu'il avoue son forfait dans ce même épisode. La monnaie de l’île est nommée en son nom "Turtle".